# Ashton (Afrique du Sud)
Pour les articles homonymes, voir Ashton.
Ashton est une petite ville de la province du Cap-Occidental en Afrique du Sud.

## Localisation
Située dans une vallée réputée pour la qualité de ses fruits et de ses vins, Ashton est à 10 km au sud-ouest de Montagu, reliée par la passe Cogmanskloof, et à 19 km au sud-est de Robertson.

## Démographie
Selon le recensement de 2011, Ashton compte 7 727 habitants (86,33% de Coloured et 8,62% de blancs).

## Administration
Ashton est gérée par la municipalité de Langeberg.